# To tylko gra
To tylko gra (ang. Just for Kicks, 2003) – amerykański film familijny z bliźniakami Sprouse (Dylan i Cole) w roli głównej.

## Fabuła
Bliźniaki Cole i Dylan Martin uwielbiają piłkę nożną. Należą do drużyny Terriers, której trenerem jest ich ojciec. Niestety, zespół gra kiepsko, więc trenerką zostaje mama bliźniaków. Niestety przegrywają mecz z Eagles 3:2, podczas którego Dylan popełnia duży błąd – łapie piłkę rękami. Później Terriers bierze się w garść, i w finałowym meczu z Yellow Jackets mają jednak duże problemy. Bramkarz zostaje kontuzjowany, a gdy powtarza się sytuacja lecącej piłki na Dylana, ten próbuje nie łapać tylko odbić głową. Ten ruch kończy się tragicznie, bowiem Dylan uderza twarzą, rozwalając ją. Jednak udaje im się wygrać 3:2.

## Obsada
- Cole Sprouse – Cole Martin
- Dylan Sprouse – Dylan Martin
- Tom Arnold – Prescott
- Lori Sebourn-Carhart – Mady
- Jenna Gering – Louise
- Bill Daves – Rudy
- Wesley Singerman – Sal
- Michael Peter Paredes – Eduardo
- Desmond Bull – Darius
- Brandon Hammerli – Rusty
- Jon Gregory Johnson – Yellow Jacket
- Josh Blake – Kierowca
- Timmy Fitzpatrick – #00
- Timothy Starks – Interpol Man
- Danny Murphy – Yellow Jacket Coach